# Misturadin 2
Misturadin 2  é um álbum ao vivo do grupo musical Turma do Pagode, lançado em 2019 pela Sony Music. Foi gravado no dia 11 de outubro de 2018, no Credicard Hall, em São Paulo. O álbum traz sucessos dos anos 90 e 2000, além de canções inéditas. Teve as participações especiais de Fundo de Quintal, Leci Brandão, Doce Encontro, Samprazer, Gaab, Salgadinho, Marquynhos Sensação, Rael, Henrique & Diego e Brother Charlie.
O álbum foi sendo lançado aos poucos, em formato de EP. O primeiro EP foi lançado em 22 de janeiro de 2019, e o segundo, em 15 de fevereiro. O álbum completo foi lançado em 15 de março de 2019.

## Faixas
| N.º | Título                                                                                                 | Duração |  |
| 1.  | "Sua Mãe Vai Me Amar"                                                                                  | 3:02    |  |
| 2.  | "Você Podia"                                                                                           | 4:00    |  |
| 3.  | "Pot-Pourri: A Batucada dos Nossos Tantãs / Vai Lá, Vai,Lá" (part. Fundo de Quintal)                   | 3:50    |  |
| 4.  | "Viciada em Beijo"                                                                                     | 3:09    |  |
| 5.  | "Pot-Pourri: Ainda é Tempo Pra Ser Feliz / Fogueira de Uma Paixão / Zé do Caroço" (part. Leci Brandão) | 6:18    |  |
| 6.  | "Sou Eu"                                                                                               | 2:44    |  |
| 7.  | "Pot-Pourri: Segue Sua Vida / Paixão Verdadeira" (part. Doce Encontro e Samprazer)                     | 4:01    |  |
| 8.  | "A Pessoa Certa"                                                                                       | 3:18    |  |
| 9.  | "Aonde Quer Chegar" (part. Gaab)                                                                       | 3:07    |  |
| 10. | "Pot-Pourri: Recado à Minha Amada / No Compasso do Criador" (part. Salgadinho)                         | 4:12    |  |
| 11. | "Eu e a Cama"                                                                                          | 3:55    |  |
| 12. | "Pot-Pourri: Coral de Anjos / Pra Gente Se Encontrar de Novo / Mini-Saia" (part. Marquynhos Sensação)  | 6:32    |  |
| 13. | "Décimo Andar"                                                                                         | 2:41    |  |
| 14. | "Aurora Boreal" (part. Rael)                                                                           | 3:59    |  |
| 15. | "Até Conhecer Você"                                                                                    | 2:59    |  |
| 16. | "Pesquisa no Google" (part. Henrique & Diego)                                                          | 2:43    |  |
| 17. | "Deixa Ela Desfilar" (part. Brother Charlie)                                                           | 2:56    |  |
| 18. | "Som da Verdade"                                                                                       | 3:24    |  |